# Бабаев, Акшин Али Саттар оглы
Акшин Али Саттар оглы Бабаев (азерб. Aqşin Əlisəttar oğlu Babayev, 23 ноября 1936 года — 10 июня 2020 года) — азербайджанский и советский прозаик, сценарист, редактор. Общественно-политический деятель, историк, педагог. Автор более 30 книг, часть из которых переведена на русский, турецкий и немецкий язык.

## Биография
Родился 23 ноября 1936 года в городе Баку. Литературный дебют состоялся в 1958 году, когда в альманахе «Свет Октября» был опубликован первый рассказ Акшина Бабаева. Первая книга называлась «Манящие горизонты», это был сборник повестей и рассказов. По собственному признанию:
Я родился и вырос в самом центре Баку. Помню, как-то наш учитель Энвер муаллим прочитал нам рассказ Энвера Мамедханлы «Ледяной памятник». Вот тогда и заворожило меня художественное слово, в тот миг и влюбился я в литературу… И несмотря на то, что хорошо знал математику, тем не менее с большим увлечением писал стихи, читал их друзьям и близким…Стихи для меня – это что-то очень родное, задушевное…
Акшин Бабаев имел приятельские отношения с Юсифом Самедоглы, Альфи Касумовым, Зиёй Буньятовым и другими известными писателями Азербайджана.